# Trybliographa longicornis
Trybliographa longicornis är en stekelart som först beskrevs av Hartig 1840.  Trybliographa longicornis ingår i släktet Trybliographa, och familjen glattsteklar. Arten är reproducerande i Sverige.